# Andrés Martín García
Andrés Martín García (Aguadulce, 11 de julio de 1999) es un futbolista español que juega como delantero en el Real Racing Club de Santander de la Segunda División de España.

## Trayectoria
Nacido en Aguadulce, es un futbolista formado en la cantera del Córdoba C. F., con que llegaría a su filial durante la temporada 2017-18 en Segunda B. Debutó con el Córdoba B en el grupo IV de Segunda B, ya que en el primer partido liguero del filial disputó los minutos finales del encuentro ante el Extremadura. A partir de la jornada 12, se hizo un fijo en el filial y era considerado uno más en la plantilla. En total, fueron 26 partidos los que disputó Andrés Martín durante la temporada 2017-18 con el filial, con 8 de titular y 5 goles anotados.
Durante la temporada 2018-19, el 9 de septiembre de 2018 debutó con el primer equipo del Córdoba C. F. en la jornada 4 de la Segunda División, en el partido frente a la A. D. Alcorcón, jugando 13 minutos. Cuatro días después debutó en Copa del Rey frente al Nástic de Tarragona, en la victoria por 2-0 de su equipo.
El 27 de junio de 2019 abandonó la entidad cordobesa tras ser traspasado al Rayo Vallecano, equipo con el que logró el ascenso a la Primera División en su segunda campaña. Siguió en el club medio año más, marchándose el 27 de enero de 2022 al C. D. Tenerife para jugar como cedido el tramo final de la temporada. Jugó 20 partidos y regresó a Vallecas. Allí estuvo otro año antes de volver a ser cedido el 31 de agosto de 2023 al Real Racing Club de Santander. Marcó siete goles en 24 partidos de la Segunda División y el siguiente mes de agosto regresó al club tras acordarse su traspaso y firmar por cuatro años.

## Selección nacional
Fue internacional sub-21 en siete ocasiones con la selección española.

## Estadísticas

### Clubes
Actualizado al último partido disputado el 12 de junio de 2025. Resaltadas temporadas en calidad de cesión.
| Club                         | Liga          | Temporada     | Liga  | Liga  | Liga   | Copas nacionales | Copas nacionales | Copas nacionales | Copas internacionales | Copas internacionales | Copas internacionales | Total | Total | Total  |
| Club                         | Liga          | Temporada     | Part. | Goles | Asist. | Part.            | Goles            | Asist.           | Part.                 | Goles                 | Asist.                | Part. | Goles | Asist. |
| ---------------------------- | ------------- | ------------- | ----- | ----- | ------ | ---------------- | ---------------- | ---------------- | --------------------- | --------------------- | --------------------- | ----- | ----- | ------ |
| Córdoba C. F. "B" · España   | 2.ª B         | 2017-18       | 26    | 5     | 0      | —                | —                | —                | —                     | —                     | —                     | 26    | 5     | 0      |
| Córdoba C. F. "B" · España   | 3.ª           | 2018-19       | 3     | 1     | 0      | —                | —                | —                | —                     | —                     | —                     | 3     | 1     | 0      |
| Córdoba C. F. "B" · España   | Total club    | Total club    | 29    | 6     | 0      | 0                | 0                | 0                | 0                     | 0                     | 0                     | 29    | 6     | 0      |
| Córdoba C. F. · España       | 2.ª           | 2018-19       | 29    | 6     | 5      | 3                | 1                | 1                | —                     | —                     | —                     | 32    | 7     | 6      |
| Córdoba C. F. · España       | Total club    | Total club    | 29    | 6     | 5      | 3                | 1                | 1                | 0                     | 0                     | 0                     | 32    | 7     | 6      |
| Rayo Vallecano · España      | 2.ª           | 2019-20       | 27    | 2     | 0      | 4                | 1                | 0                | —                     | —                     | —                     | 31    | 3     | 0      |
| Rayo Vallecano · España      | 2.ª           | 2020-21       | 42    | 5     | 6      | 2                | 2                | 1                | —                     | —                     | —                     | 44    | 7     | 7      |
| Rayo Vallecano · España      | 1.ª           | 2021-22       | 7     | 0     | 0      | 4                | 1                | 0                | —                     | —                     | —                     | 11    | 1     | 0      |
| C. D. Tenerife · España      | 2.ª           | 2021-22       | 20    | 2     | 2      | —                | —                | —                | —                     | —                     | —                     | 20    | 2     | 2      |
| C. D. Tenerife · España      | Total club    | Total club    | 20    | 2     | 2      | 0                | 0                | 0                | 0                     | 0                     | 0                     | 20    | 2     | 2      |
| Rayo Vallecano · España      | 1.ª           | 2022-23       | 9     | 0     | 0      | 1                | 0                | 0                | —                     | —                     | —                     | 10    | 0     | 0      |
| Rayo Vallecano · España      | Total club    | Total club    | 85    | 7     | 6      | 11               | 4                | 1                | 0                     | 0                     | 0                     | 96    | 11    | 7      |
| Racing de Santander · España | 2.ª           | 2023-24       | 23    | 6     | 3      | 1                | 1                | 0                | —                     | —                     | —                     | 24    | 7     | 3      |
| Racing de Santander · España | 2.ª           | 2024-25       | 43    | 17    | 18     | 1                | 1                | 0                | —                     | —                     | —                     | 44    | 18    | 18     |
| Racing de Santander · España | 2.ª           | 2025-26       | 1     | 2     | 0      | 0                | 0                | 0                | —                     | —                     | —                     | 1     | 2     | 0      |
| Racing de Santander · España | Total club    | Total club    | 67    | 25    | 21     | 2                | 2                | 0                | 0                     | 0                     | 0                     | 69    | 27    | 21     |
| Total carrera                | Total carrera | Total carrera | 230   | 46    | 34     | 16               | 7                | 2                | 0                     | 0                     | 0                     | 246   | 53    | 36     |
| 1. 2. 3.                     |               |               |       |       |        |                  |                  |                  |                       |                       |                       |       |       |        |

### Selecciones
Actualizado al último partido jugado el 3 de septiembre de 2020.
| Selección       | Temporada     | Europeo | Europeo | Europeo | Mundial | Mundial | Mundial | Amistosos | Amistosos | Amistosos | Total | Total | Total  |
| Selección       | Temporada     | Part.   | Goles   | Asist.  | Part.   | Goles   | Asist.  | Part.     | Goles     | Asist.    | Part. | Goles | Asist. |
| --------------- | ------------- | ------- | ------- | ------- | ------- | ------- | ------- | --------- | --------- | --------- | ----- | ----- | ------ |
| Sub-19 · España | 2019          | 5       | 0       | 0       | —       | —       | —       | 1         | 0         | 0         | 6     | 0     | 0      |
| Sub-19 · España | 2020          | 1       | 0       | 0       | —       | —       | —       | —         | —         | —         | 1     | 0     | 0      |
| Sub-19 · España | Total         | 6       | 0       | 0       | 0       | 0       | 0       | 1         | 0         | 0         | 7     | 0     | 0      |
| Total carrera   | Total carrera | 6       | 0       | 0       | 0       | 0       | 0       | 1         | 0         | 0         | 7     | 0     | 0      |

### Resumen estadístico
Actualizado al último partido disputado el 12 de junio de 2025.
| Competición         | Partidos | Goles | Asistencias |
| ------------------- | -------- | ----- | ----------- |
| Liga                | 229      | 44    | 34          |
| Copas nacionales    | 16       | 7     | 2           |
| Selección de España | 7        | 0     | 0           |
| Total               | 252      | 51    | 36          |